# Cantó de Gennevilliers-Sud
El cantó de Gennevilliers-Sud és un antic cantó francès del departament dels Alts del Sena, que estava situat al districte de Nanterre. Comptava amb part del municipi de Gennevilliers.
Al 2015 va desaparèixer i el seu territori es va unir al nou cantó de Gennevilliers.

## Municipis
- Gennevilliers (part)

## Història
| Data d'elecció                           | Identitat       | Partit            | Qualitat |
| ---------------------------------------- | --------------- | ----------------- | -------- |
| 1985-2001                                | Roland Muzeau   | PCF               |          |
| 2001-                                    | Patrice Leclerc | PCF, després FASE |          |
| les dades anteriors no són pas conegudes |                 |                   |          |
|                                          |                 |                   |          |

## Demografia
| A partir de 1990: Població sense dobles comptes |